# Coaltar of the Deepers
Coaltar of the Deepers est un groupe de rock alternatif et de shoegazing originaire du Japon. Ils se sont formés en mai 1991. Bien que gardant toujours un son shoegaze, ils ont aussi exploré des genres différents tout au long de leur carrière (passant du death metal à la techno) et possèdent une fanbase très importante.

## Histoire
Au printemps 1991, le groupe est formé à Tokyo par le leader : Narasaki. Pendant ce temps, ils enregistrent des démos dont quelques chansons sont reprises pour donner naissance à leur premier EP. Vers la fin de l'année, l'EP en question (White EP) sort sous le label Strange Records. La composition du groupe était alors de Watanabe au chant tandis que Narasaki s'occupait des guitares. Le groupe reste silencieux musicalement jusqu'à fin 1992 quand ils sortent Queen's Park all you change leur second EP sur le label Stomly Records. Grâce à cette sortie ils gagnent une certaine reconnaissance qui leur permet de réaliser un troisième EP un mois plus tard : Sinking Slowly.
Le groupe est de nouveau absent jusqu'à l'apparition de leur premier album The Visitors From Deepspace en 1994 encore une fois sur un nouveau label : Victor Records. Il faudra attendre 1997 pour les entendre de nouveau avec un EP sorti sur ZK Records, nommé Cat EP. C'est en 1998 que le groupe sort Submerge (un album composé de remixes, de chansons nouvelles et rares) ainsi que leur best-of Breastroke. À la fin de 1999 les fans ont droit au Dog EP, comme mise en bouche avant l'album qui sort quelques mois plus tard. Ce dernier s'intitule Come Over to The Deepend (certainement un jeu de mots sur les initiales du groupe : COTD). Cet album montrera un intérêt certain du groupe pour la langue anglaise.
Suivant le style qu'ils s'étaient donné avec le précédent album, ils sortent le Robot EP tel un prologue au très populaire album No Thank You. L'album se vend très bien et marque pour le groupe l'entrée dans une nouvelle phase plus expérimentale. En effet ils donnent plus d'importance aux bruits étranges et aux sons électroniques. En 2002 l'album Newave sort et montre le groupe en perpétuelle évolution puisqu'ils incluent à présent des sonorités exotiques dans beaucoup de leurs compositions. En 2003 le groupe effectue une mini tournée aux États-Unis qui influencera beaucoup Narasaki. Ainsi les sorties de 2004 que sont Mouse EP et Penguin EP affichent clairement un son beaucoup plus brutal et metal américain. En effet on y retrouve des éléments caractéristiques comme l'ultra-distorsion des guitares et les growls; cependant la base shoegazing du groupe reste évidente.
Puis le groupe redevient silencieux. Le groupe fait quelques petits concerts pendant que Narasaki compose la bande originale de l'anime Paradise Kiss et travaille aussi sur l'album de son side-project, Sadesper Record, qui parut cette même année. Durant l'année 2006, le groupe travaille d'arrache-pied pour la sortie d'un nouvel EP Tortoise EP et d'un nouvel album Yukari Telepath, tous les deux sortis en 2007. Mais 2007 voit aussi le départ du bassiste Yoshio qui participa quand même au dernier album. C'est Kenjiro Murai (ex-Cali≠gari) qui le remplace donc en tant que membre de sessions durant les concerts.

## Membres Actuels
- Narasaki (Nackie) - Chant, guitare, programmation
- Kanno - Batterie

## Anciens membres
- Watanabe - Chant (parti en 1991)
- Takanori - Guitares (parti en 1992)
- Fifi - Chant, Guitare (parti en 1995)
- Negishi - Guitares (partie en 1994)
- Nagasawa - Basse (parti en 1994)
- Koji - Guitare (parti en 1998)
- Ichimaki - Guitares, chœur (parti en 2001)
- Kawanaka - Basse (parti en 2001)
- Yoshio - Basse (parti en 2007)

## Membres de session
- Akira Nakayama - Guitares (de Plastic Tree)
- Koji - Guitares (de Cocobat)
- Watchman - Claviers, Percussions (ex-Melt Banana, membre de Sadesper Record)
- Kenjiro Murai - Basse (ex-Cali≠gari)

## Discographie

### Albums
- The visitors from deepspace (21 avril 1994)
- Submerge (25 mars 1995)
- The Breastroke (Best-of) (16 décembre 1998)
- Come over to the deepend (8 mars 2000)
- No thank you (23 mai 2001)
- Newave (28 février 2002)
- Yukari Telepath (4 juillet 2007)

### EP
- White EP (décembre 1991)
- Queen's Park all you change (25 octobre 1992)
- Sinking Slowly (25 novembre 1992)
- Guilty Forest (1994)
- Cat EP (31 janvier 1997)
- Cat EP II (1997)
- Receive EP (25 mars 1998)
- Dog EP (21 novembre 1999)
- Robot EP (25 avril 2001)
- Mouse EP (2 novembre 2004 - vendu uniquement en concert)
- Penguin EP (26 novembre 2004)
- Tortoise EP (23 mai 2007)
- Rabbit EP (11 décembre 2019)

### DVD
- Forever (13 avril 2005)

## Anecdotes
- Les Coaltar of the Deepers ont fait plusieurs reprises notamment de When You Were Mine de Prince (sur le White EP et Sinking Slowly), de Killing an Arab de The Cure (sur The visitors from deepspace) et de Sue is Fine de My Bloody Valentine.
- Narasaki fait aussi partie d'un side-project appelé Runaway boy's avec Kyo. Ils ont participaient à la parade organisée par Buck-Tick en 2007.
- Narasaki participa au groupe de shoegaze Astrobite.
- Narasaki fut le doubleur du personnage Arashi dans l'anime Paradise Kiss. Au début Yazawa (le créateur de la série) n'appréciait pas l'idée que ce soit Narasaki qui double ce personnage, mais après quelques tournages, elle avoua que Narasaki était plus approprié pour ce rôle qu'un doubleur expérimenté.
- Narasaki a fait partie du groupe Tokusatsu qui créa la bande originale pour le film Stacy: Attack of the Schoolgirl Zombies
- La chanson h s k s paru dans Greatful sound ~ tribute to Beck ainsi que dans l'épisode 16 de l'anime.
- La chanson Torso issue de l'album du side-project de Narasaki est dans la bande originale de Boogiepop Phantom.
- Narasaki composa l'opening de Sayonara Zetsubō sensei.
- Narasaki est fan des films de tokusatsu.